# Gabriela Osorio Hernández
Gabriela Osorio Hernández (Ciudad de México; 29 de septiembre de 1990) es una activista y política mexicana, militante y fundadora del Movimiento Regeneración Nacional. Es actualmente la alcaldesa en Tlalpan.

## Biografía

### Primeros años y educación
Gabriela Osorio, nació el 29 de septiembre de 1990 en la Ciudad de México. Comenzó su vida estudiantil en el Colegio Manuela Cataño, ubicado en el centro de la Alcaldía Tlalpan, cursó el nivel medio superior en la Escuela Nacional Preparatoria 5 en la zona de Coapa.
Estudió Ciencias Políticas y Administración Pública en la Universidad Nacional Autónoma de México además de una maestría en Ciudades y Urbanismo en el Instituto de Arquitectura avanzada de Cataluña en Barcelona, España.

## Trayectoria política

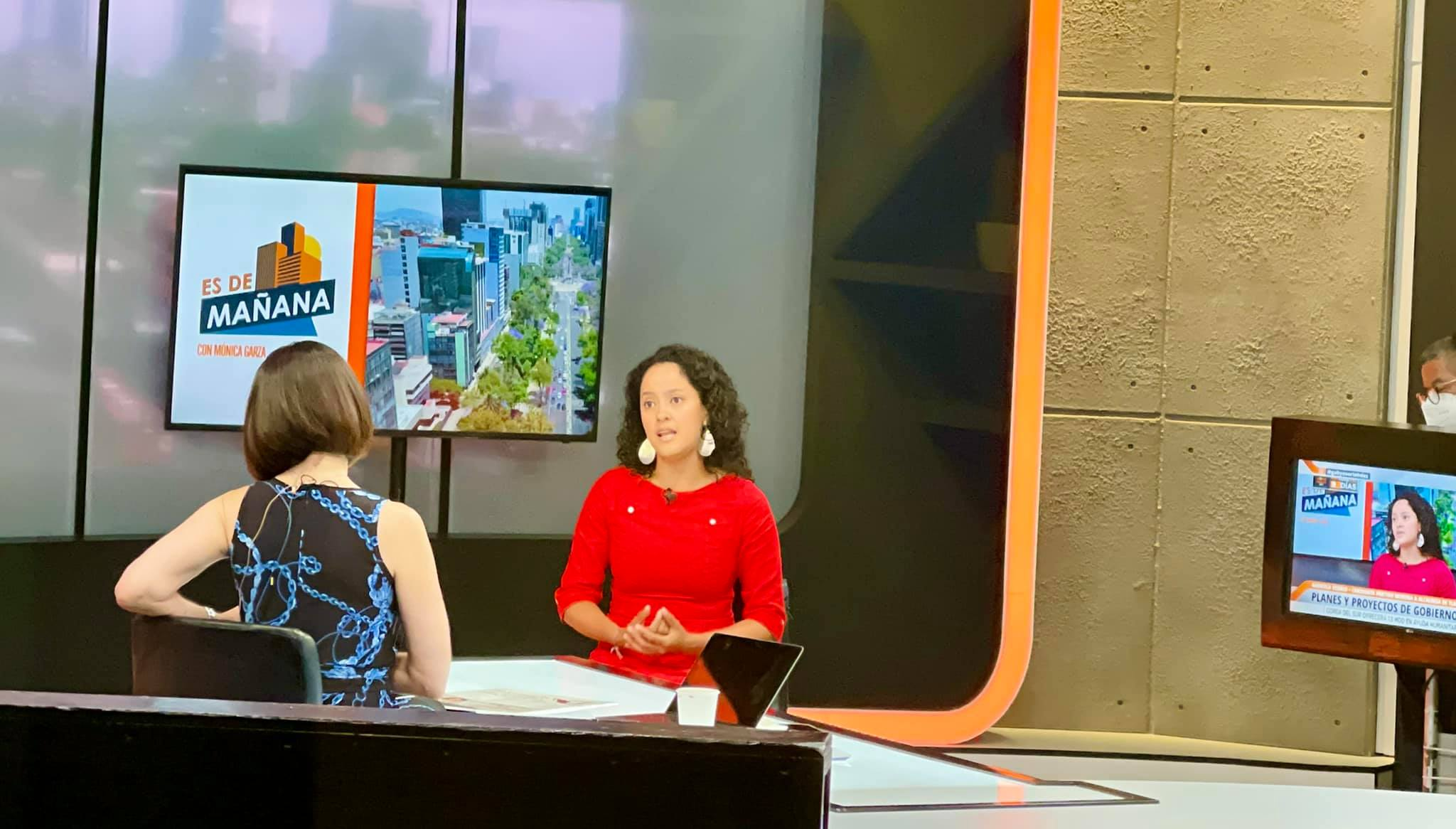
Gaby Osorio durante una entrevista.

En 2013 inició su participación en la entonces Asociación Morena para la defensa del petróleo. Una vez fundado Movimiento Regeneración nacional como partido político en 2014, fue coordinadora del Distrito 5 electoral y secretaria de Jóvenes en Tlalpan, ambos cargos para el partido. Fue jefa del Departamento de Animación Cultural de 2015 a 2016 en la alcaldía de Tlalpan y diputada federal suplente en la LXIII Legislatura.

### Diputada local (2018-2021)
En 2018 logró la candidatura a la diputación local por el distrito 16. Resultó ganadora y se convirtió en diputada local en la I Legislatura del Congreso de la Ciudad de México y presidenta de la Comisión de Derechos Culturales. Formó parte de varias Comisiones como Participación Ciudadana, Igualdad de Género, Pueblos, Barrios Originarios y Comunidades Indígenas residentes.

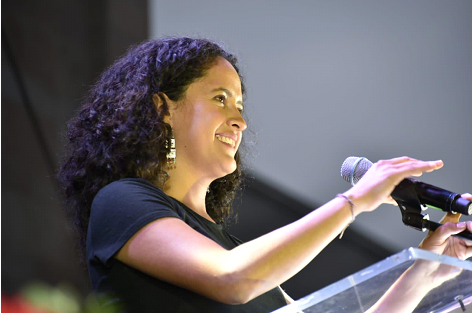
Gabriela Osorio durante el cierre de la campaña electoral en Tlalpan.

Como diputada, cambió el nombre de la comisión de cultura a "Comisión de derechos culturales". Esto, en seguimiento del concepto permitiendo una mayor compatibilidad la normativa internacional y la garantía de derechos.

### Candidata a la alcaldía de Tlalpan (2021)
En 2021 Osorio Hernández, pidió licencia como congresista para encabezar la precandidatura a la alcaldía de Tlalpan. En abril de 2021 fue elegida como candidata por la coalición "Juntos Hacemos Historia" entre el Movimiento Regeneración Nacional y el Partido del Trabajo. De acuerdo con el instituto Electoral de la Ciudad de México, en la elección del 6 de junio de 2021, Osorio obtuvo el 39.02% del sufragio electoral quedando en segundo lugar contra la candidata Alfa González Magallanes de la alianza PAN-PRI-PRD "Va por Tlalpan" que obtuvo el 41.29% con una diferencia de 7,521 votos. 

### Candidata a la alcaldía de Tlalpan (2024)
En los comicios del 2024 volvió a competir por la misma coalición, ahora bajo el nombre de Sigamos Haciendo Historia. En esta ocasión Osorio Hernández quedó en primer lugar con el 52.72% de los votos contra el 38.88% de su rival más cercana, la candidata de Fuerza y Corazón por México y alcaldesa titular Alfa González Magallanes quien buscaba la reelección.